# Gregor Reisch

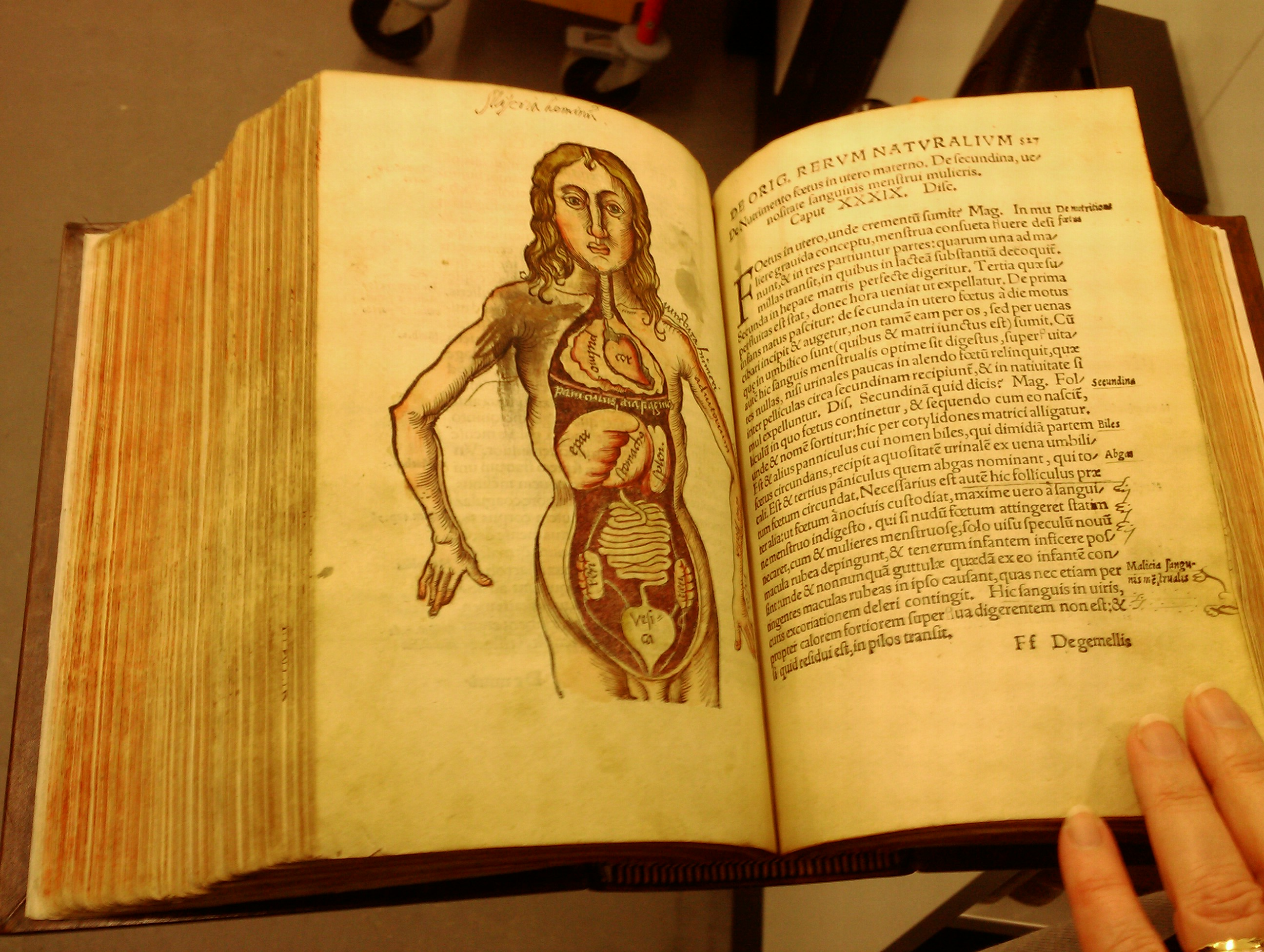
Rozdział o anatomii człowieka w dziele Margarita Philosophica

Gregor Reisch (ur. ok. 1467 w Balingen,  zm. 9 maja 1525 we Fryburgu Bryzgowijskim) – niemiecki kartuz, humanista, encyklopedysta.
Od 1487 r. studiował na Uniwersytecie we Fryburgu, na którym w 1489 roku otrzymał tytuł magistra. Rok później wstąpił do zakonu kartuzów. W latach 1500–1502 przebywał w klasztorze w Bazylei, a w 1503 wrócił do Fryburga, gdzie przebywał już do śmierci. Od 1517 r. był mocnym przeciwnikiem luteranizmu.
Był przyjacielem Erazma z Rotterdamu, Jakoba Wimpfelinga, Beatusa Rhenanusa oraz Ulricha Zasiusa. Jego uczniem był teolog Johann Eck.
Jego najbardziej znanym dziełem jest Margarita philosophica, nad którą pracował od swojego powtórnego przybycia do Fryburga. Była ona przeznaczona dla studentów. Składała się z dwunastu ksiąg, dotyczących: gramatyki łacińskiej, dialektyki, retoryki, arytmetyki, muzyki, geometrii, astronomii, fizyki, historii naturalnej, fizjologii, psychologii i etyki.